# غريغ نيوتن
غريغ نيوتن (بالإنجليزية: Greg Newton) مواليد 7 سبتمبر 1974 في نياجارا فولز، هو لاعب كرة سلة كندي معتزل. بدأ مسيرته الاحترافية في سنة 1997. يبلغ طوله 6 قدم 10 بوصة (2.1 م). مثّل منتخب بلاده. شارك في دورة الألعاب الأولمبية الصيفية سنة 2000. اعتزل اللعب في 2005.

## المسيرة الاحترافية
لعب مع فلامنغو لكرة السلة في موسم 1999–2000، ثم لعب مع سكافاتي باسكت في موسم 2001–2002، ثم لعب مع زينيت سانت بطرسبرغ في الدوري الروسي في موسم 2003–2004.

## روابط خارجية
- غريغ نيوتن على موقع الاتحاد الدولي لكرة السلة (الإنجليزية)
- غريغ نيوتن على موقع كرة السلة الأوروبية.كوم (الإنجليزية)
- غريغ نيوتن على موقع كلية كرة السلة في سبورتس رفرنس.كوم (الإنجليزية)
- غريغ نيوتن على موقع ريلجم (الإنجليزية)
- غريغ نيوتن على موقع بروبوليرز (الإنجليزية)
- غريغ نيوتن على موقع سبورتس رفرنس (الإنجليزية)
- غريغ نيوتن على موقع أوليمبيديا (الإنجليزية)
- غريغ نيوتن على موقع اللجنة الأولمبية الكندية (الإنجليزية)